# Emil Weippert
Emil Wilhelm Weippert (* 11. Oktober 1878 in Stuttgart; † 9. Mai 1945 ebenda) war ein deutscher Architekt.

## Leben und Werk
Weippert besuchte ab 1899 die Technische Hochschule in Stuttgart. Von 1905 bis 1913 unterhielt Weippert mit dem vormals kurzfristig in Stuttgart, dann in Freudenstadt ansässigen Werkmeister Wilhelm Kaiser (* 6. Dezember 1872 in Bibersfeld; † 18. Oktober 1913 in Huzenbach im Murgtal) eine Architektengemeinschaft. Das Büro Kaiser & Weippert befand sich im Haus Gerberstr. 28 in Stuttgart, Eigentum von Weipperts Vater Karl. Die Architektengemeinschaft baute vorwiegend Villen und Landhäuser im Landkreis Freudenstadt und in Stuttgart. Ihre Zusammenarbeit endete mit dem Tod Kaisers infolge eines Autounfalls. Weippert führte das Büro bis 1917 unter beider Namen fort.

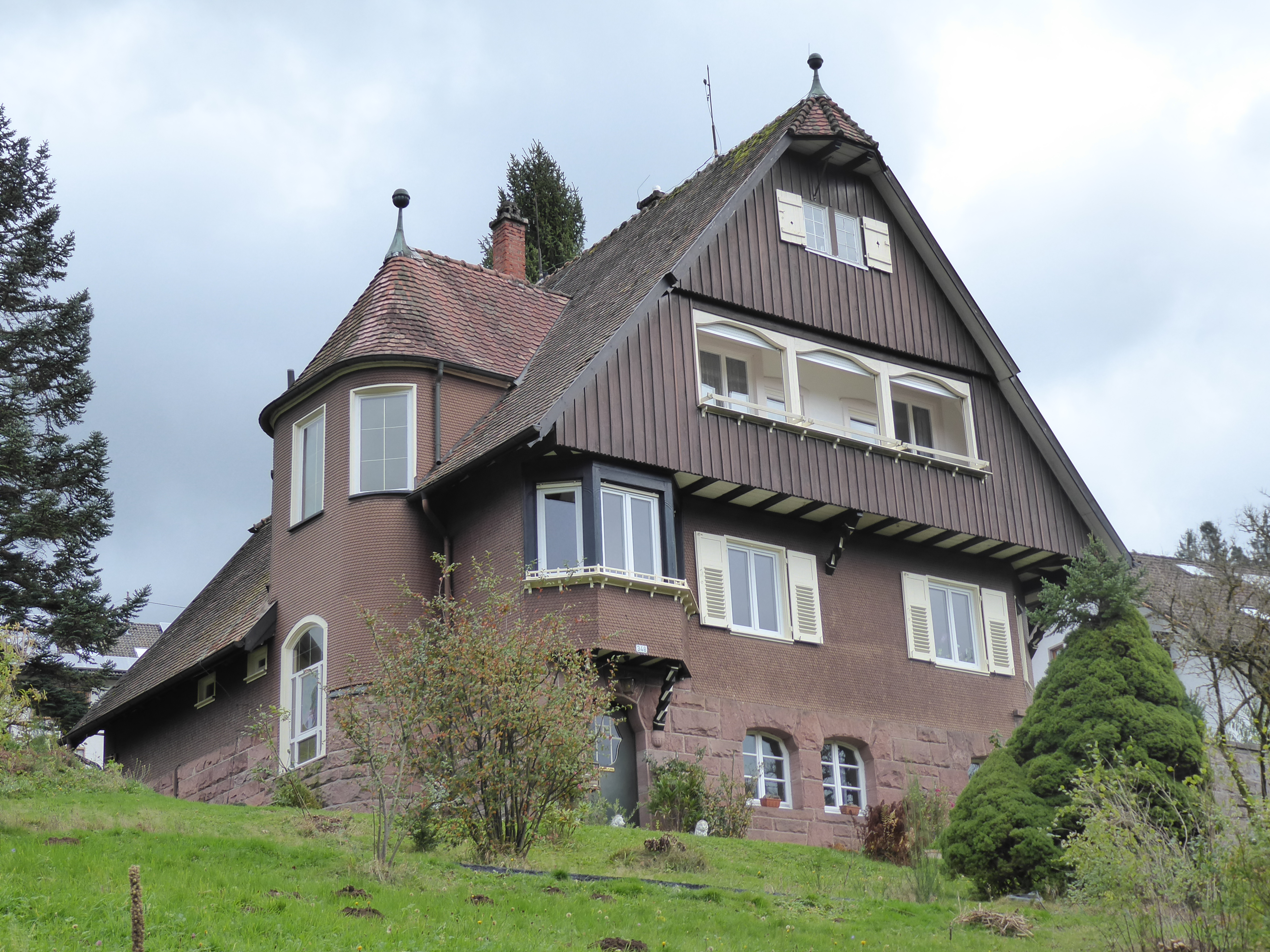
Landhaus Wurster in Röt, erbaut von Kaiser & Weippert 1906/07

Nach dem 1. Weltkrieg firmierte das Büro allein unter Weipperts Namen. Weippert baute zwischen den Weltkriegen u. a. zwei Schulen in Stuttgart und einige evangelische Kirchen in Württemberg.

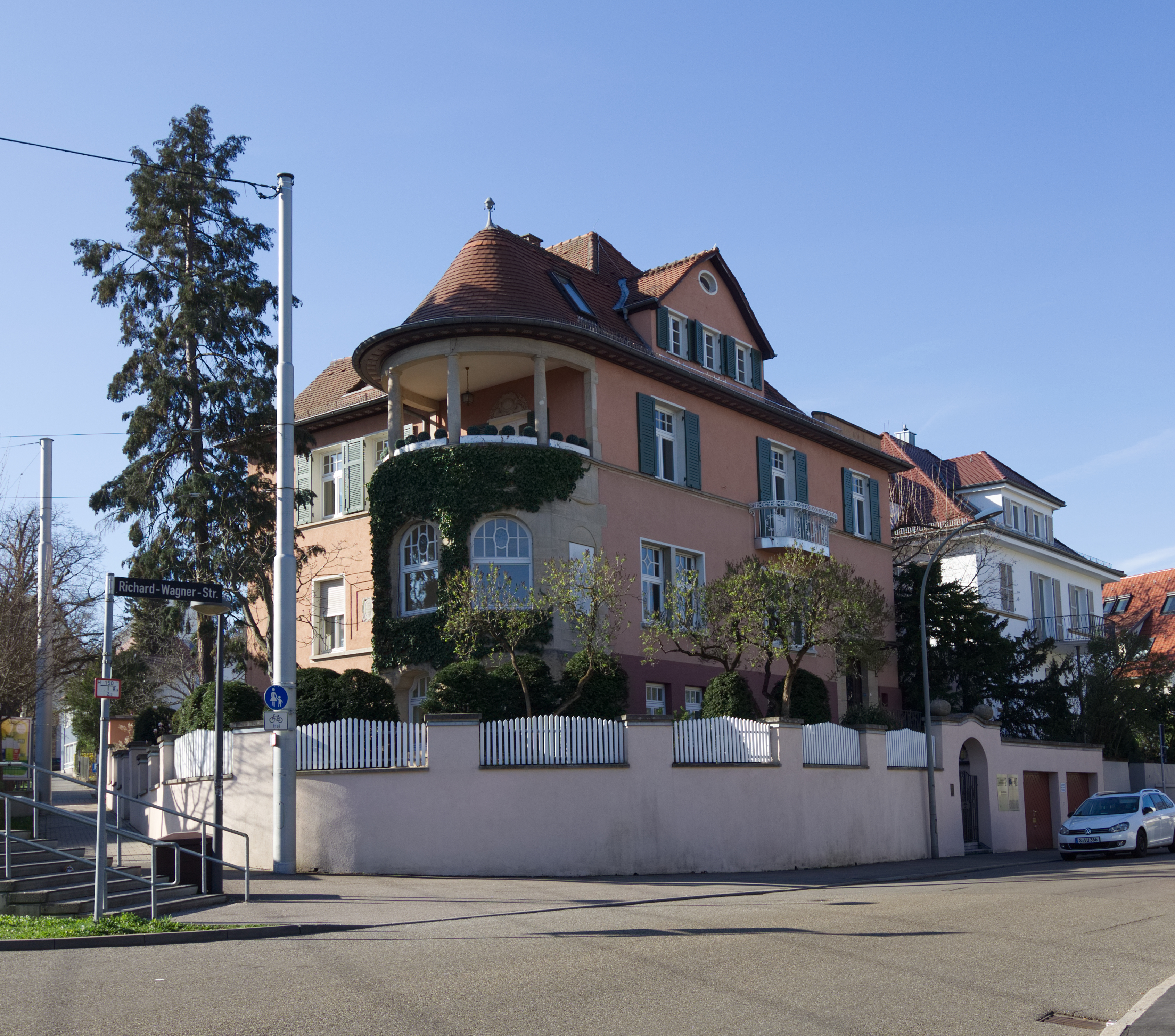
Villa Goppelt in Stuttgart, erbaut von Kaiser & Weippert 1910/11

## Charakteristika der Architektur

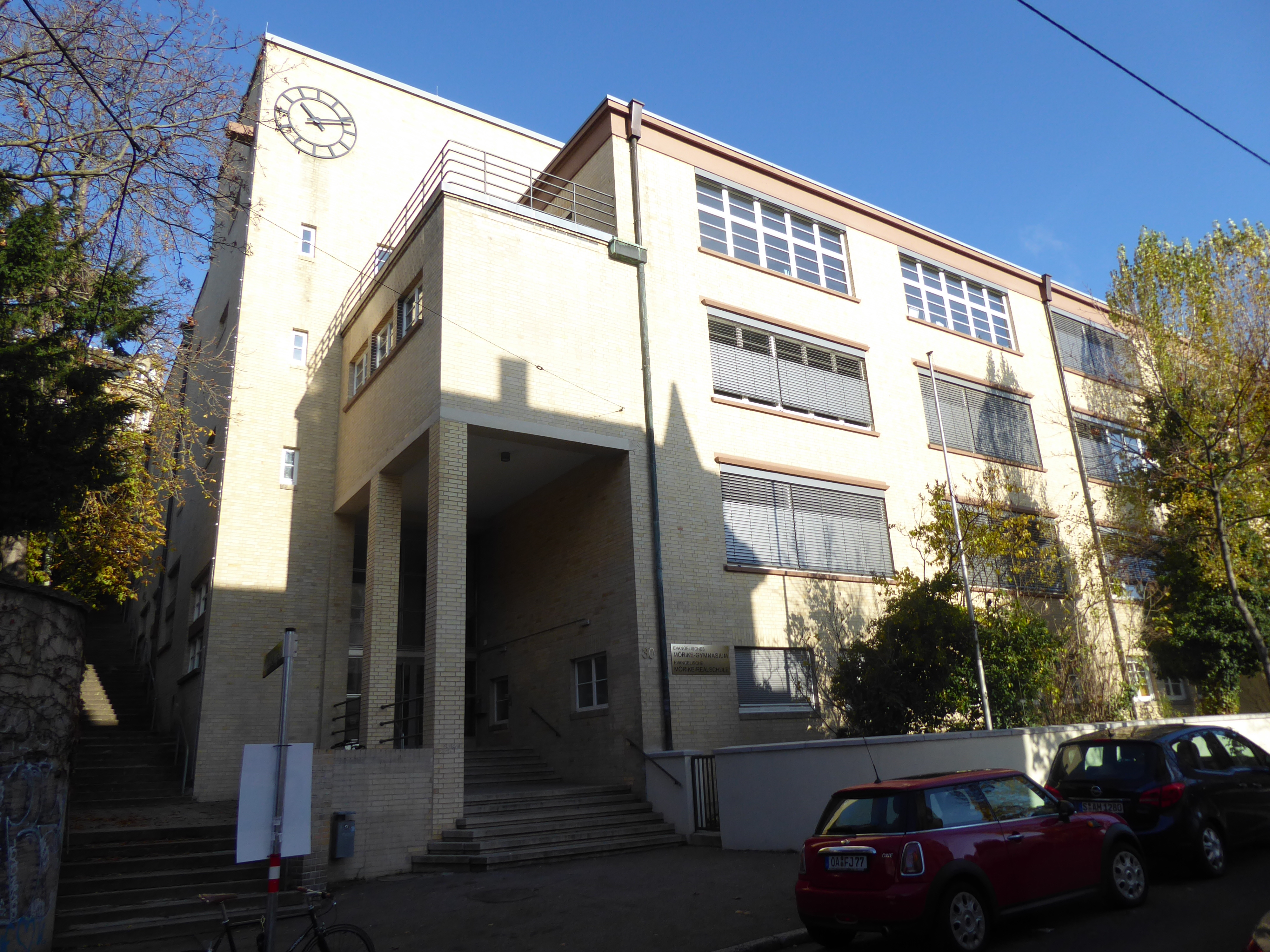
Mörike-Gymnasium Stuttgart, erbaut von Weippert 1928/29

In den Villenbauten von Kaiser & Weippert verbinden sich Heimatstil mit Charakteristika der britischen und nordamerikanischen Reformarchitektur. Ein konsequentes Beispiel Neuen Bauens ist Weipperts heute sog. Mörike-Gymnasium in Stuttgart, eine an schmaler Straße in den Hang gebaute Zweiflügelanlage mit flach gedecktem Treppenhausrisalit in der Südwestecke. Der Stahlrahmenbau ist mit hellgelben Klinkern verblendet. Weitere von Weippert für neue Wohnbauten geplante Flachdächer scheiterten an den in Stuttgart geltenden Bauvorschriften (z. B. Haus Fridrich, Payerstraße 1). Weipperts in der zweiten Hälfte der 1930er Jahre entstandene Bauten sind dem süddeutschen Heimatstil zuzurechnen.

## Werke

### Bauten von Kaiser & Weippert (Auswahl)
- 1906/07 Landhaus des Sägewerkseigners Wurster (Kaisers Ehefrau Franziska war eine geborene Wurster) in Baiersbronn – Röt (Landkreis Freudenstadt), Murgtalstr. 348;[9]
- 1907/08 Landhaus Leinshof, Baiersbronn – Heselbach, Leinshof 1 (Landkreis Freudenstadt);[10]
- 1910 Villa Geisselmann in Stuttgart – Süd, Bopserwaldstr. 24[11][12]
- 1910/11 Villa Goppelt in Stuttgart – Ost, Heinestr. 1, seit 1934 Richard-Wagner-Str. 1.[12]

### Bauten von Weippert (Auswahl)
- 1921/22 Waldorfschulgebäude in Stuttgart – Ost, Haußmannstr. 44, davon nach Kriegszerstörung Erdgeschoss im Nachfolgebau von 1952 erhalten;[13][12]
- 1922/23 Villa Keller in Stuttgart – Süd, Heinestr. 44, seit 1934 Richard-Wagner-Str. 44;[12]
- 1928/29 ev. Mörike – Gymnasium (urspr. ev. Töchterinstitut) in Stuttgart – Süd, Arminstr. 30;[14]
- 1930/31 ev. Georgskirche in Hohenstein – Bernloch (Landkreis Reutlingen), Hans-Reyhing-Weg 16;[12]
- 1932/33 ev. Kirche in Stuttgart – Sillenbuch, Oberwiesenstr. 28, 1963 u. 1988 umgebaut;[15]
- 1934/35 Schiff der ev. Michaelskirche in, Forchtenberg (Hohenlohekreis), Kirchgasse 17;[16]
- 1935/36 Doppelwohnhaus in Stuttgart – Süd, Arminstr. 23/25 in[12]